# Ванадзе Міро Ємзарович

Патріарх Київський і Всієї Руси-України Філарет нагородив Міро Ванадзе медаллю Святого Юрія Переможця

Ванадзе Міро Ємзарович (нар. 5 вересня 1990, Грузія, місто Батумі) — грузинський та український боєць змішаних бойових мистецтв, дворазовий чемпіон світу з ММА за версією WGFC. Президент «Міжнародної асамблеї грузинського народу», військовослужбовець ЗСУ, лейтенант. Політик, спортивний та громадський діяч.

## Біографія
Ванадзе Міро Ємзарович народився 5 вересня 1990, в місті Батумі, Грузія. Боєць ММА Міро Ванадзе представляє країни: Грузію та Україну. Почав свою спортивну професійну кар'єру у 2018 р. і на даний момент провів 10 боїв, з яких переміг - 10. Участь у турнірах таких промоушенів як WWFC, GFCC, AFC, WCFF, WGFC. Дворазовий чемпіон світу з ММА за версією WGFC. Тренер - Федір Миколайович Середюк СК "Гермес".

## Нагороди
За заслугу з відродження духовності в Україні, підтримку Української Православної Церкви Київського Патріархату та проявлення мужності й жертовності у захисті України – нагородити сержанта Ванадзе Міро медаллю Святого Юрія Переможця.

## 5 березня 2025 р. відбулася пресконференція, присвячена підтримці громадян Грузії в боротьбі за незалежність. Організатори: ГО «Міжнародна асамблея грузинського народу».

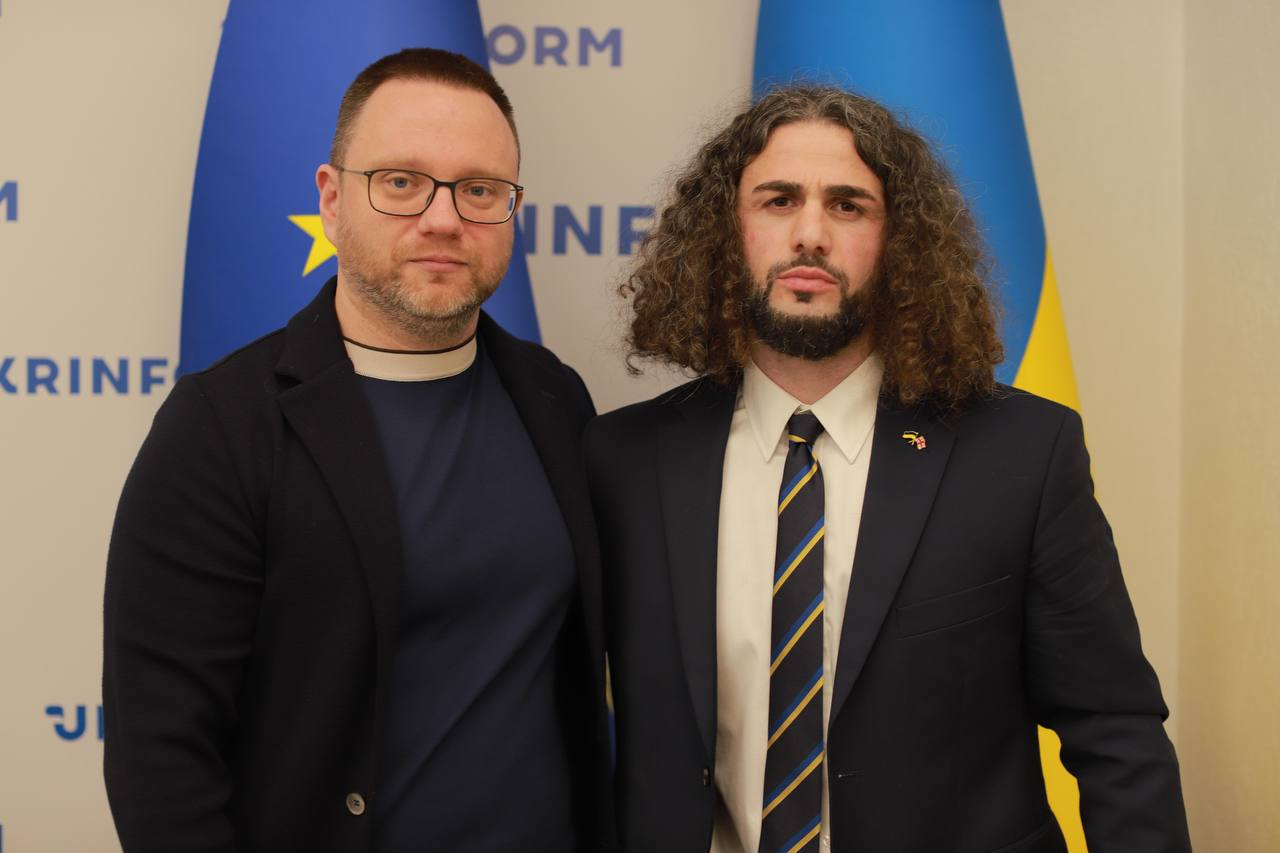
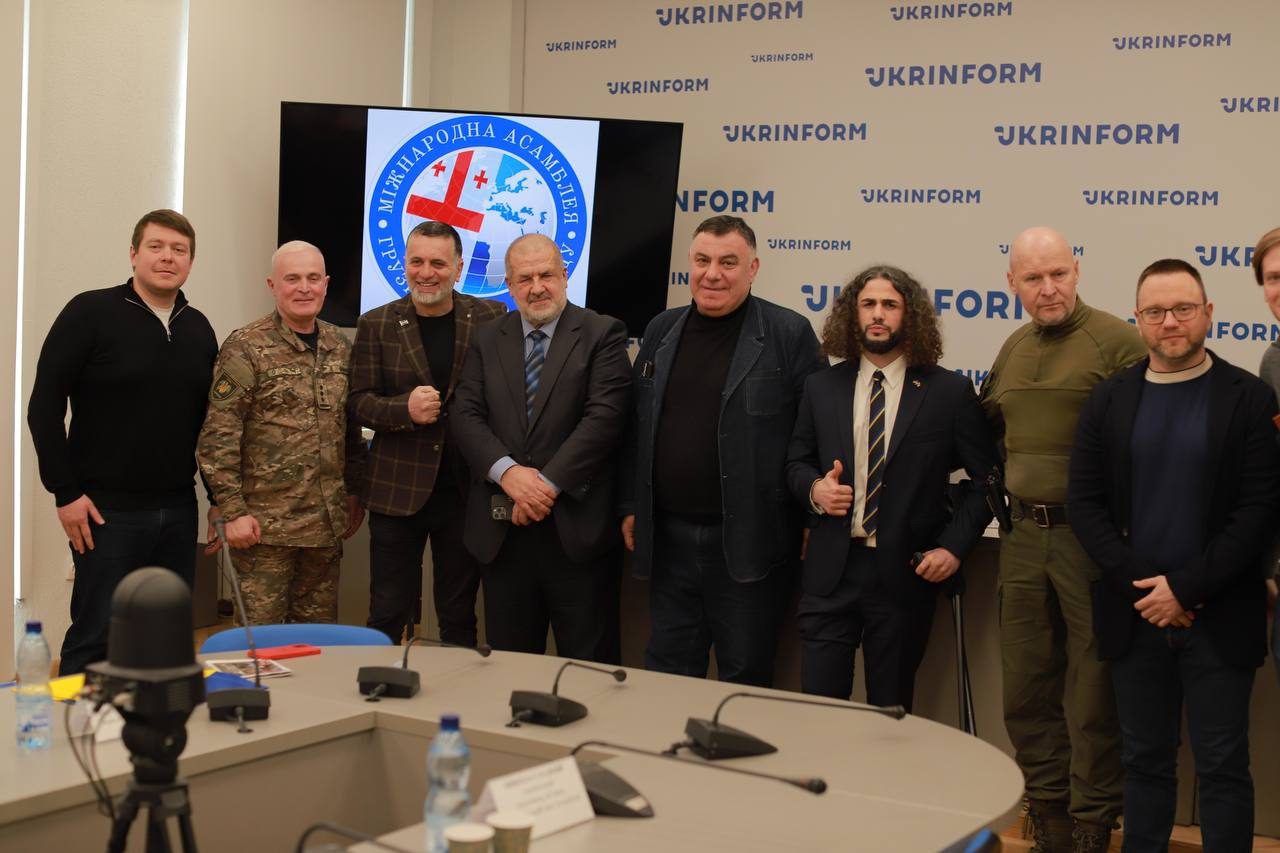
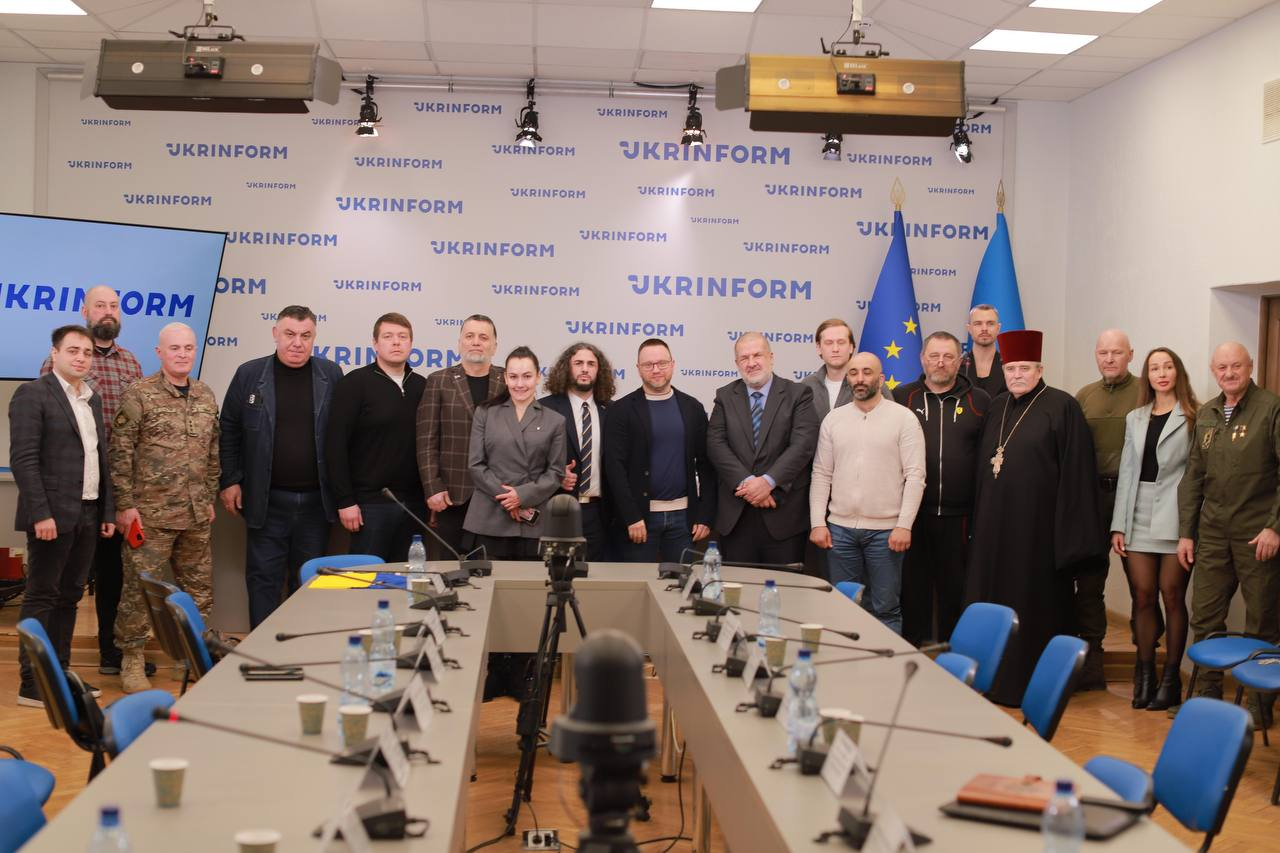

## Міжнародна асамблея грузинського народу: конференція присвячена трагічним подіям 9 квітня 1989 р. в Тбілісі

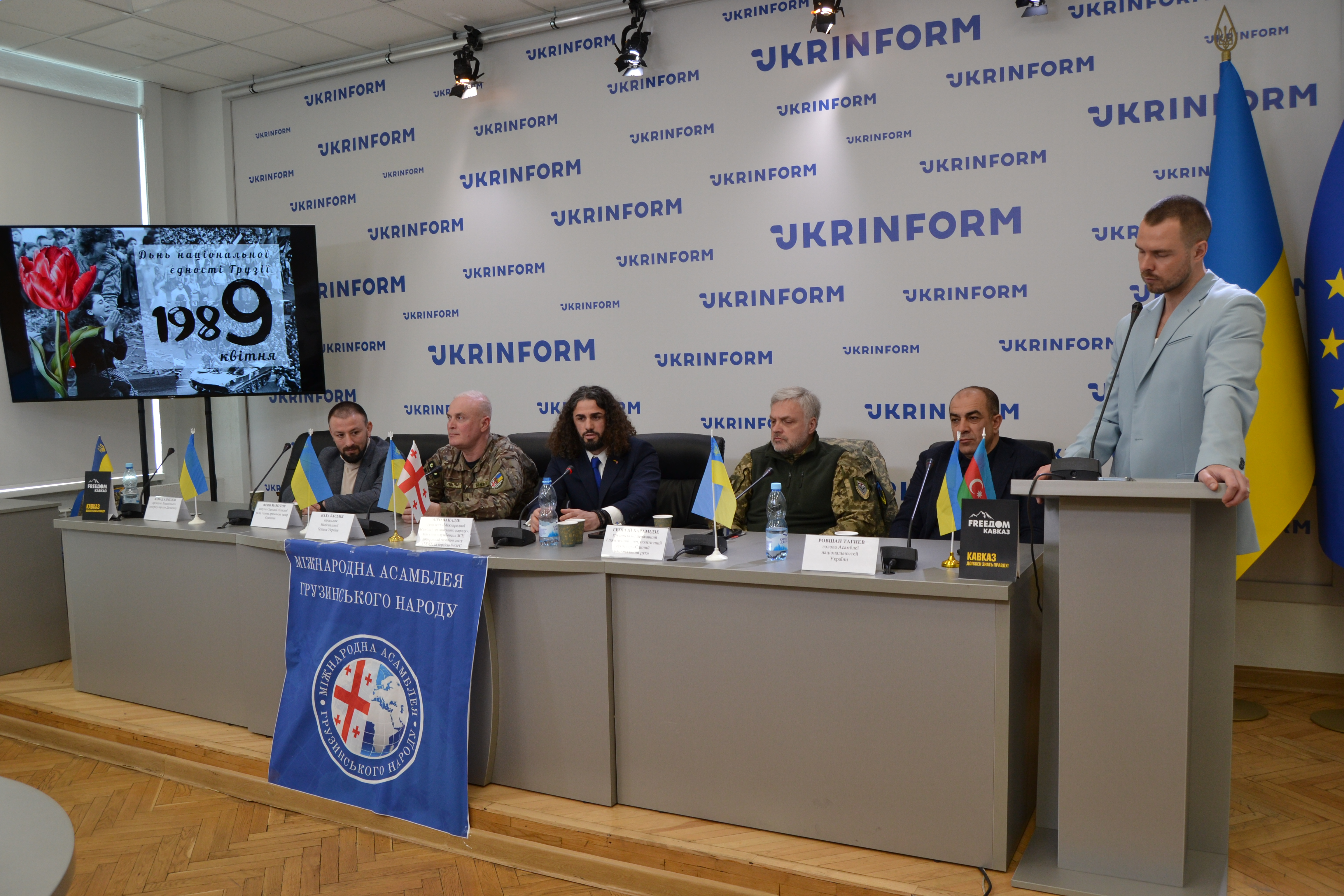
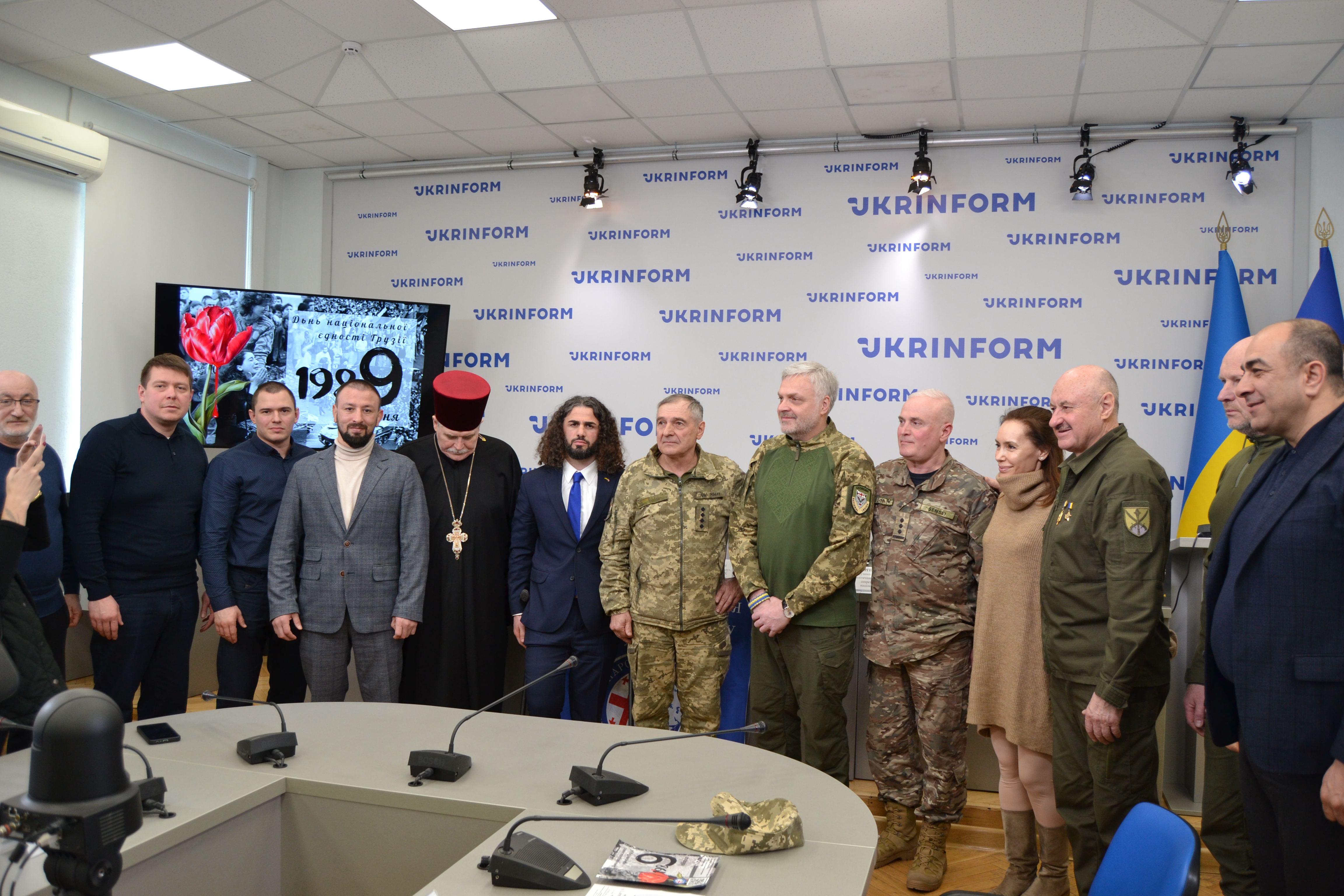
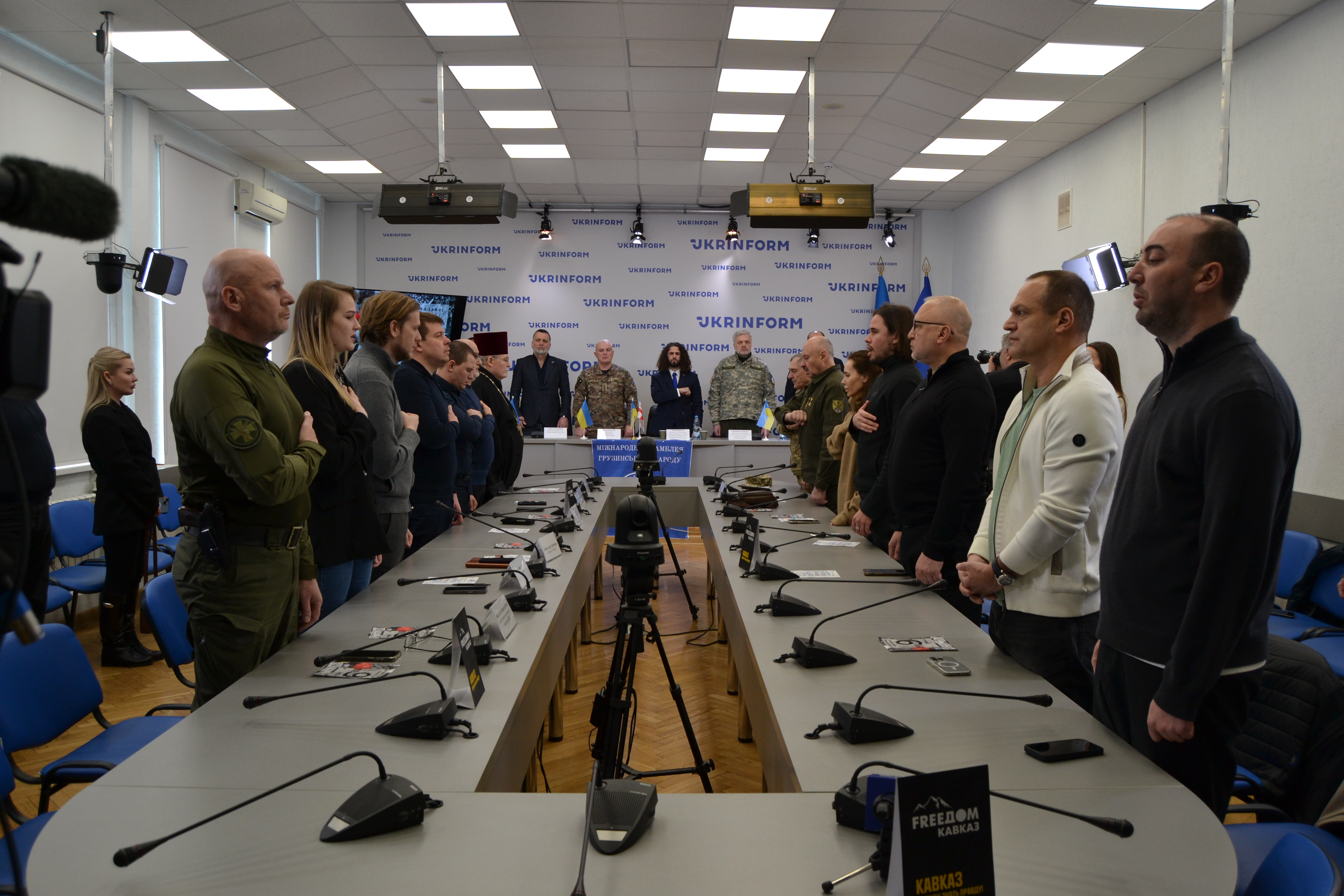